# Chenopodium antarcticum
Chenopodium antarcticum är en amarantväxtart som först beskrevs av Joseph Dalton Hooker, och fick sitt nu gällande namn av Joseph Dalton Hooker. Chenopodium antarcticum ingår i släktet ogräsmållor, och familjen amarantväxter. Arten förekommer tillfälligt i Sverige, men reproducerar sig inte.